# Galleri Astley

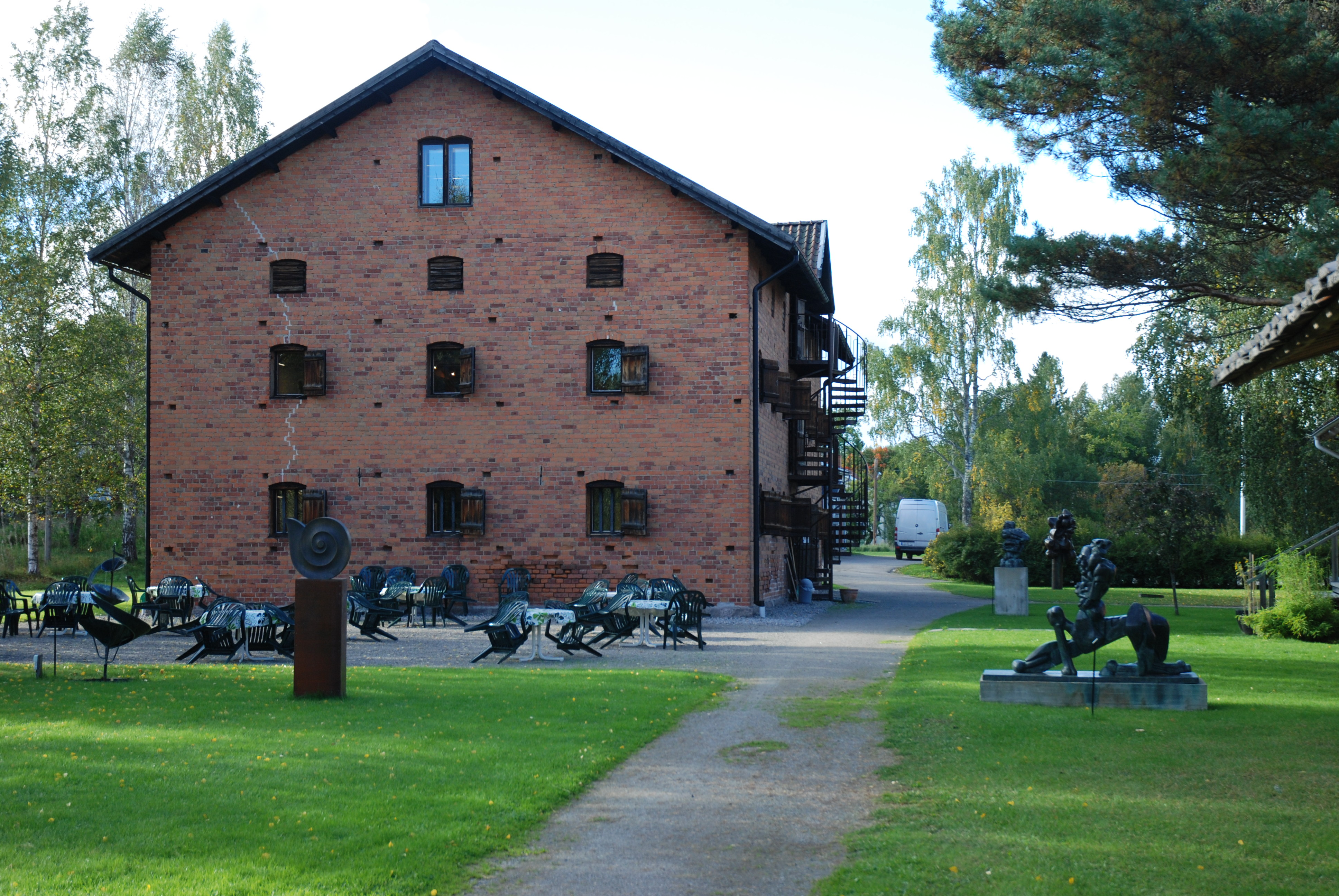
Museet vid Galleri Astley.

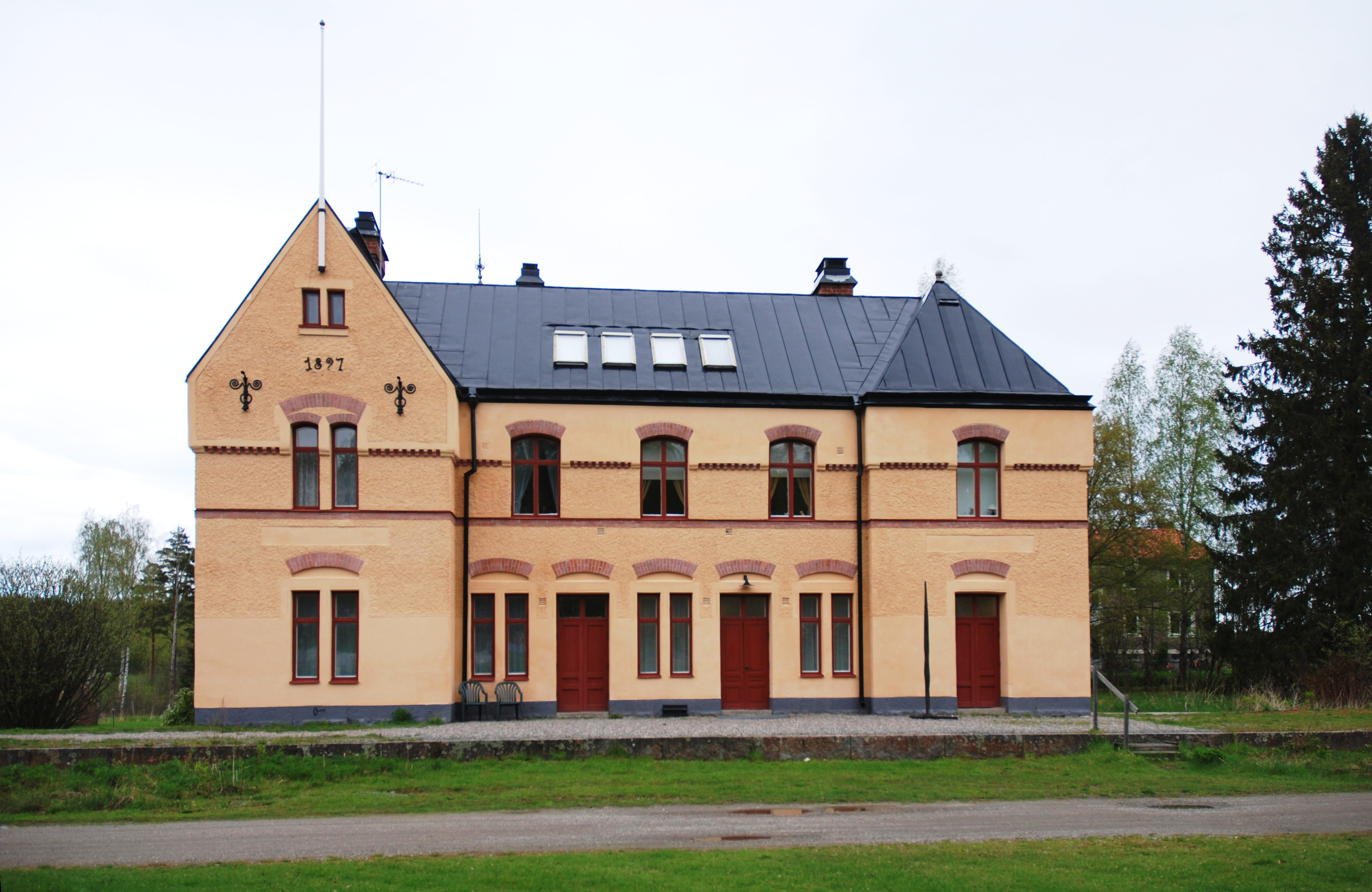
Konstgalleriet vid Galleri Astley.

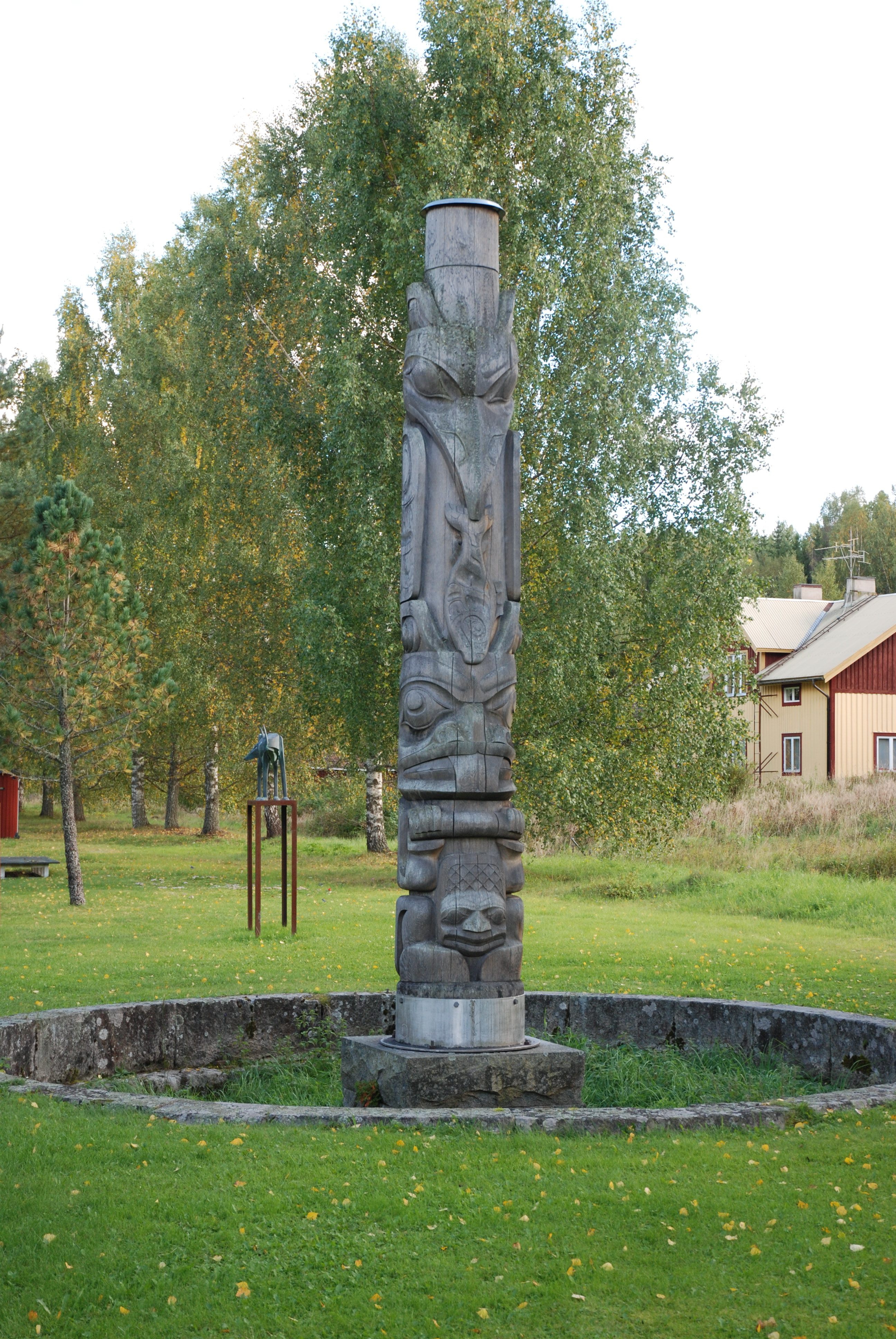
Don Yeomans totempåle.

Galleri Astley är ett konstgalleri och ett konstmuseum i Uttersberg i Skinnskattebergs kommun.
Galleri Astley ligger sedan maj 1977 i Uttersbergs tidigare järnvägsstation, ritad av Theodor Dahl och uppförd 1897 för Köping-Uttersberg-Riddarhyttans Järnväg. Galleriet grundades 1968 i Köping av Astley Nyhlén (död 13 juli 2008). Galleriet har senare utvidgats med ett museum i ett restaurerat sädesmagasin som tillhört Uttersbergs herrgård, med en skulpturpark och med en grafikverkstad i ett tidigare järnvägsmagasin.
I konstmuseet finns en permanent utställning med verk av den rysk-amerikanske målaren, grafikern och skulptören Ernst Neizvestny.
Galleri Astley drivs av medlemmar av familjen Nyhlén.

## Skulpturparken
På det tidigare bangårdsområdet mellan museet och galleriet finns en skulpturpark med deponerade verk av ett flertal konstnärer som Pierre Olofsson, Ernst Neizvestny, Lenny Clarhäll, Takashi Naraha, Lars Erik Falk, Claes Hake, Veikko Keränen, Alf Olsson, Pär Gunnar Thelander och Nils G. Stenqvist.
I skulpturparken finns också en Haida-totempåle i rödceder, som snidats på plats av den kanadensiske konstnären Don Yeomans (född 1958).